# ギャラクタ
ギャラクタ (Galacta) とは、マーベル・コミックスのコミック作品に登場する架空の人物である。コズミック・ビーイング（宇宙的な存在）であるギャラクタスの娘。ギャラクタが登場するコミックブックの邦訳版は、非売品として版元のキャンペーン景品に用いられた。

## 刊行履歴
全2号のアンソロジー誌 Marvel Assistant-Sized Spectacular 第2号（2009年6月）において、アダム・ウォーレンの原作による9ページの短編で初めて登場した。同誌は編集アシスタントが主体となって冒険的な作品を載せるもので、刊行後に行われた人気投票ではギャラクタのストーリーが首位を占めた。翌年には、ギャラクタの名を冠した全3回のミニシリーズ Galacta: Daughter of Galactus が各回7ページでマーベル・デジタル・コミックス・アンリミテッドからデジタル配信された。同作は前年の短編とともにワンショット（単巻で刊行されるコミックブック）として刊行された。
2017年、日本でアメリカン・コミックスの翻訳出版を行っているヴィレッジ・ブックスは9月から11月まで毎月1冊「新世代マーベルヒロインコミック」と題した書籍を刊行した。『Ms.マーベル：もうフツ―じゃないの』、『グウェンプール：こっちの世界にオジャマしま～す』、『絶対無敵スクイレルガール：けものがフレンド』の3冊である。これらをすべて購入した読者へのボーナスとして、応募者全員に非売品コミックブック『ギャラクタ：パパは宇宙魔神』が贈られた。同書はワンショット Galacta: Daughter of Galactus  の邦訳である。
ギャラクタは女性ヒーローチームのコミック『フィアレス・ディフェンダーズ』に起用される予定だったが、ライターのカレン・バンの表現によると「土壇場で取り下げられた」。

## 作中の経歴
ギャラクタスの娘であるギャラクタは、餓えに衝き動かされて惑星を喰らう父に反発し、地球で平穏に暮らそうと決める。地球ではギャリ (Gali) と名乗って人間の姿を取っているが、地球に侵入した外来生命体（スクラル原産の病原体やクリー人の生体兵器など）を食べてしまうことで、秘密裏に地球の住人を守っている。しかしどうしても飢えが満たされず、自身の体を検査すると、サナダムシに相当する宇宙生物（「サナダムシ・コズミック」と名付けられる）に寄生されていることが判明する。ギャラクタは父に助けを求めるメッセージを送り、空腹を満たすため敵対的な異星生命体を探しに出る。
ウルヴァリンが撃退しようとしている異星生命体を密かに貪り食い、また南太平洋でクローナン人のクローン数百万体を食べ尽くすが、それでも食欲は衰えない。そこでギャラクタは助力が必要だと称してファンタスティック・フォーの下に赴く。ギャラクタスさえ恐れる超兵器アルティメット・ヌリファイアーの所在を突き止めるため、かつてそれを所有したミスター・ファンタスティックとヒューマン・トーチとの間に形成された量子もつれをたどろうというのであった。ヌリファイアーを手にしたギャラクタは、自身の命も無事ではすまないことを知りつつ、それで寄生虫を摘出しようとする。しかしまさに手を下そうとした刹那、ギャラクタスが訪れ、自らの強大なパワー・コズミックを分け与えてギャラクタの飢えを癒す。そしてギャラクタスは告げる。ギャラクタの体内に宿った存在は彼らコズミック・ビーイングの幼体であり、彼女は人間で言うところの妊娠中なのであった。

## スーパーパワーと技能
父と同様にパワー・コズミックと呼ばれる多彩な能力を持っており、コズミック・アウェアネス（宇宙的知覚）はその一部である。しかしパワーの強さは父に劣る。また、やはり父と同じく地球より進んだ科学技術を駆使する。

## 注記
マーベル社の編集責任者トム・ブレヴォートは、ギャラクタはマーベルの正史世界に属していないと発言している。